# Nobuyoshi Araki
Nobuyoshi Araki (jap. 荒木 経惟 Araki Nobuyoshi; ur. 25 maja 1940 w Tokio) – japoński fotograf i artysta współczesny. Znany jest również pod pseudonimem Arākī (jap. アラーキー).

## Życiorys
Studiował fotografię, a następnie pracował w agencji reklamowej Dentsu Inc., gdzie poznał swoją przyszłą żonę – Yōko Araki. Po ślubie opublikował książkę zawierającą serię zdjęć wykonanych podczas ich podróży poślubnej, zatytułowaną Podróż sentymentalna. Jego żona zmarła w roku 1990. Zdjęcia wykonane w czasie jej ostatnich dni zostały opublikowane w książce zatytułowanej Podróż zimowa.
Araki, który opublikował ponad 350 książek, jest uważany za jednego z najbardziej płodnych artystów Japonii i całego świata. Wiele jego prac to fotografie erotyczne, o niektórych mówi się nawet jako o pornograficznych.
Jedną z wielbicielek twórczości artysty jest Björk, która była również jego modelką. Na jej prośbę Araki wykonał zdjęcia na okładkę jej albumu Telegram.
Życie i twórczość artysty zostały w 2005 roku przedstawione w filmie dokumentalnym Travisa Klose pt. Arakimentari.